# Avenida Lúcio Costa
A Avenida Lúcio Costa (antigamente denominada como Avenida Sernambetiba) é uma importante avenida dos bairros da Barra da Tijuca e do Recreio dos Bandeirantes, na Zona Oeste do município do Rio de Janeiro, no estado do Rio de Janeiro, no Brasil. Estende-se pela orla. Possui mais de quinze quilômetros de extensão. É, juntamente com a Avenida das Américas, uma das duas principais vias de acesso aos bairros da Barra da Tijuca e do Recreio dos Bandeirantes.
A sua localização privilegiada fez com que se tornasse uma área de grande especulação imobiliária: repleta de condomínios luxuosos, é uma das regiões mais caras da cidade do Rio de Janeiro, com apartamentos e casas que chegam a custar mais de 5 milhões de reais. Entre os residentes da avenida, estão celebridades e famosos empresários. Ao longo da avenida, acontece uma das maiores comemorações de ano-novo da cidade.

## Topônimo
O seu nome atual homenageia o arquiteto Lúcio Costa (1902–1998). O seu antigo nome, "Sernambetiba", é originário da língua tupi antiga e significa "ajuntamento de cernambis", pela junção de serinambi (cernambi) e tyba (ajuntamento).